# Solarussa
Solarussa (en sard, Solarussa) és un municipi italià, dins de la província d'Oristany. L'any 2007 tenia 2.493 habitants. Es troba a la regió de Campidano di Oristano. Limita amb els municipis de Bauladu, Oristany, Paulilatino, Siamaggiore, Simaxis, Tramatza i Zerfaliu.

## Administració
| Període | Identitat          | Partit        |
| ------- | ------------------ | ------------- |
| 2005-   | Antonangela Secchi | Llista cívica |